# 追妻三人行大運
《追妻三人行大運》是1990年中華電視公司（華視）八點檔電視劇，是1989年華視八點檔電視劇《追妻三人行》的續集，製作單位是冠眾傳播，製作人是林柏川、劉燦榮，主演包括了林在培、藍心湄、李天柱、程秀瑛、李亞明、周筱雲、常楓、文英、金塗、陳淑芳、金超群、羅時豐等人。